# 記名ノ国債ヲ目的トスル質権ノ設定ニ関スル法律
記名ノ国債ヲ目的トスル質権ノ設定ニ関スル法律（きめいのこくさいをもくてきとするしちけんのせっていにかんするほうりつ、明治37年4月1日法律第17号）は、記名の国債を目的とする質権の設定に関する日本の法律である。この法律には題名が付されておらず、「記名ノ国債ヲ目的トスル質権ノ設定ニ関スル法律」というのはいわゆる件名である。

## 概要
本則1項のみ、26文字の短い法律である。
条文
（口語訳：民法第364条の規定は、記名の国債にはこれを適用しない。）
民法364条は、債権を目的とする質権の設定の一般原則について規定するもので、債権を目的とする質権の設定は、第三債務者に質権の設定を通知し、または第三債務者がこれを承諾しなければ、これをもって第三債務者その他の第三者に対抗することができない、としている。
この法律の制定理由は、法案の審議の際の政府委員（河村譲三郎司法省民刑局長）の説明によると、従来の法文によると、記名の国債について質権の設定する場合、当事者間では有効であるが、第三者へ特別の意思表示がないと、（第三者に対し）有効ではない。しかしこれは国債の市場流通を阻害するため、記名国債については、第三債務者（国）に対する通知を要しないとするものである。また弊害は生じないかとの質問については、これにより質権の設定が第三者に対して有効になっても、国は国債券を持参しないものには支払いをしないから問題は生じないと答弁している。

### 改正
この法律は、会社法の施行に伴う関係法律の整備等に関する法律（整備法。平成17年7月26日法律第87号）273条によって、次のとおり改正された。
制定時の本法は、民法「第三百六十四条第一項」と規定していたところ、整備法273条の規定によって、民法「第三百六十四条」に改められた。
もともと民法364条2項は、指名債権を目的とする質権の対抗要件に関する規定（同条1項）について、これを株式に適用しない旨を規定していたが、整備法116条の規定によって民法364条2項が削除されたことに伴い、本法も改正されることとなったものである。